# Крило (кошарка)
Крило или ниско крило је назив за позицију играча у кошарци. Ова позиција је резервисана за играче доброг шута и нешто веће висине. Често се у кошаркашкој терминологији за крило каже „тројка“.

## Карактеристике
Основна улога овог играча је постизање великог броја поена. Ипак поред тога, врло је битан у одбрани јер је играч који може добро да чува све позиције. Његова стандардна позиција у нападу је нешто испред линије за три поена. Због својих карактеристика овај играч се лако може преместити и на друге позиције, у складу са својим личним умећем. Тако се често може видети крилни играч како води лопту (Дејан Бодирога, Меџик Џонсон), или пак да чува знатно више играче од себе.

## Позната крила
Најпознатији играчи на овој позицији су Лари Берд и Скоти Пипен, док су од српских играча најпознатији Дражен Далипагић, Дејан Бодирога, Предраг Стојаковић и Никола Калинић.